# Hotel de Botel
Hotel de Botel was een komische Nederlandse televisieserie van zeven afleveringen die van 8 oktober 1976 tot 31 december 1976 werd uitgezonden door de TROS. De serie speelde zich af in hotel Ruimzicht, dat werd gerund door twee broers, de serieuze Bob en pechvogel Koos Overwater, gespeeld door respectievelijk Allard van der Scheer en André van Duin. Koos Overwater veroorzaakt, samen met zijn hond Woef, regelmatig ongelukjes en verwarring. Bob is getrouwd met Kitty (Ronny Bierman) en Koos heeft verkering met Suzanne (Corrie van Gorp).
De serie werd in de pers steeds vergeleken met Fawlty Towers (Waar de serie ook op gebaseerd was) en kwam er in die vergelijking bekaaid van af. Het speelde hierbij ook mee dat de KRO besloot om nagenoeg gelijktijdig de originele Britse serie op het andere net te programmeren. Eind 1976 werd aangekondigd dat de serie voortijdig beëindigd zou worden, waarna op oudejaarsavond de laatste twee afleveringen achter elkaar werden uitgezonden.

## Rolverdeling
| Personage       | Acteur/actrice        |
| --------------- | --------------------- |
| Koos Overwater  | André van Duin        |
| Bob Overwater   | Allard van der Scheer |
| Kitty Overwater | Ronny Bierman         |
| Suzanne         | Corrie van Gorp       |

### Bijrollen
| Personage                       | Acteur/actrice      | Aflevering |
| ------------------------------- | ------------------- | ---------- |
| Gast                            | Paul Meijer         | 1          |
| Astrid, de bruid                | Brûni Heinke        | 2          |
| Bruidegom                       | Herman Ouwersloot   | 2          |
| Tante Mary                      | Lies de Wind        | 2          |
| Man                             | Willem Sibbelee     | 2          |
| Oom Karel                       | Ab Abspoel          | 2          |
| Frederika                       | Elsa Lioni          | 2          |
| Adolf                           | Herbert Joeks       | 2          |
| Gast                            | Jaap Stobbe         | 2          |
| Dr Keeman                       | Paul van Gorcum     | 5          |
| Bedrijfsleider Alfrink          | Bert van der Linden | 5          |
| Meneer Meeuwsen                 | Bert Dijkstra       | 7          |
| Meneer de Bruin                 | Henk Molen          | 7          |
| Politieagent                    | Ben Hulsman         | 7          |
| Rita                            | Henriëtte Tol       | 7          |
| Inspecteur Leeuwenkamp          | Tom van Beek        | 7          |
| Nieuwslezer                     | Eugenie Herlaar     | 7          |
| Directeur van een reclamebureau | Paul Meyer          | 7          |

## Afleveringen
| Aflevering | Uitzenddatum     |
| ---------- | ---------------- |
| 1          | 8 oktober 1976   |
| 2          | 22 oktober 1976  |
| 3          | 5 november 1976  |
| 4          | 19 november 1976 |
| 5          | 3 december 1976  |
| 6          | 17 december 1976 |
| 7          | 31 december 1976 |
| 8          | 31 december 1976 |